# Jean Ragnotti
Jean Ragnotti (Carpentras, 29 agosto 1945) è un ex pilota di rally francese.
Ha trascorso la maggior parte della sua carriera agonistica correndo per la squadra corse Renault.

## Biografia
Il suo debutto avviene nel 1967 a bordo di una Renault 8 Gordini.  In seguito fa qualche apparizione con auto del marchio tedesco Opel, in particolare la Kadett sia gruppo 1 che gruppo 2. Il suo primo contratto da "ufficiale" in Renault lo ottenne nel 1973 alla guida di una 12 Gordini. In seguito a questa prima esperienza nel rally, Jeannot si dedicò alle gare in pista per poi sparire per qualche anno.
Riapparve nel 1982 a bordo di una Renault 5: macchina con cui corse (in diverse categorie, dalla Alpine Turbo alla Maxi Turbo gruppo B) fino al 1986, anno dell'abolizione delle auto da rally di gruppo B, considerate troppo pericolose dopo l'ennesimo incidente culminato con la tragica scomparsa di Henri Toivonen e Sergio Cresto. Venne messo alla guida della Renault 11 turbo, che però non era ai livelli delle altre vetture del tempo.
Dopo gli anni passati nella categoria Superturismo alla guida di una R21 4x4 Turbo, Jean tornò a calcare le scene del rallysmo, mettendosi alla guida di una Renault 5 GT Turbo gruppo N. Portò poi all'esordio la Clio 1.8 16v nei primi anni Novanta, per poi scalare di livello con la Clio Williams 2.0 16v e concludere in bellezza con la Maxi.
La sua carriera si conclude nel 1996 a bordo della Megane Maxi. La Renault, per cui lavora ancora oggi come "Ambasciatore", gli ha dedicato un modello della Clio Renault Sport, la Jean Ragnotti appunto (che in Italia veniva commercializzata con il nome Light)

## Palmarès

### Vittorie
- 1981 - Monte Carlo
- 1982 - Tour de Corse
- 1985 - Tour de Corse

## Carriera nel Campionato internazionale costruttori
- 1970 - Opel      - 11º in Monte Carlo
- 1971 - Opel      - 11º in Monte Carlo
- 1972 - Opel, Lancia, Ligier - 9e in Monte Carlo

## Risultati nel mondiale rally

### WRC
| 1973 | Scuderia | Vettura            |    |  |  |  |  |  |  |  |  |  |  |  |  |  |  |  | Punti | Pos. |
| ---- | -------- | ------------------ | -- |  |  |  |  |  |  |  |  |  |  |  |  |  |  |  | ----- | ---- |
| 1973 |          | Renault 12 Gordini | 15 |  |  |  |  |  |  |  |  |  |  |  |  |  |  |  |       |      |

| 1975 | Scuderia       | Vettura                  |     |  |  |  |  |  |  |  |  |  |  |  |  |  |  |  | Punti | Pos. |
| ---- | -------------- | ------------------------ | --- |  |  |  |  |  |  |  |  |  |  |  |  |  |  |  | ----- | ---- |
| 1975 | Alpine Renault | Alpine-Renault A110 1800 | Rit |  |  |  |  |  |  |  |  |  |  |  |  |  |  |  |       |      |

| 1976 | Scuderia       | Vettura                                                                                          |     |  |     |  |     |  |  |  |   |     |  |  |  |  |  |  | Punti | Pos. |
| ---- | -------------- | ------------------------------------------------------------------------------------------------ | --- |  | --- |  | --- |  |  |  | - | --- |  |  |  |  |  |  | ----- | ---- |
| 1976 | Ecurie Gitanes | Alpine-Renault A110 1800, Alpine-Renault A310 1800, Alpine-Renault A310 e Alpine-Renault A310 V6 | Rit |  | Rit |  | Rit |  |  |  | 4 | Rit |  |  |  |  |  |  |       |      |

| 1977 | Scuderia | Vettura                                      |    |  |  |  |  |  |  |  |   |  |     |  |  |  |  |  | Punti | Pos. |
| ---- | -------- | -------------------------------------------- | -- |  |  |  |  |  |  |  | - |  | --- |  |  |  |  |  | ----- | ---- |
| 1977 |          | Volkswagen Golf I GTi 1.6 e Renault 5 Alpine | 18 |  |  |  |  |  |  |  | 7 |  | Rit |  |  |  |  |  |       |      |

| 1978 | Scuderia                                    | Vettura          |   |  |  |  |  |  |  |  |   |  |  |  |  |  |  |  | Punti | Pos. |
| ---- | ------------------------------------------- | ---------------- | - |  |  |  |  |  |  |  | - |  |  |  |  |  |  |  | ----- | ---- |
| 1978 | Renault Elf Calberson e Renault Elf Gitanes | Renault 5 Alpine | 2 |  |  |  |  |  |  |  | 3 |  |  |  |  |  |  |  |       |      |

| 1979 | Scuderia              | Vettura          |    |  |  |  |   |  |  |  |  |   |  |  |  |  |  |  | Punti | Pos. |
| ---- | --------------------- | ---------------- | -- |  |  |  | - |  |  |  |  | - |  |  |  |  |  |  | ----- | ---- |
| 1979 | Renault Elf Calberson | Renault 5 Alpine | 11 |  |  |  | 4 |  |  |  |  | 2 |  |  |  |  |  |  | 25    | 7º   |

| 1980 | Scuderia              | Vettura         |  |  |  |  |  |  |  |  |  |     |  |  |  |  |  |  | Punti | Pos. |
| ---- | --------------------- | --------------- |  |  |  |  |  |  |  |  |  | --- |  |  |  |  |  |  | ----- | ---- |
| 1980 | Renault Elf Calberson | Renault 5 Turbo |  |  |  |  |  |  |  |  |  | Rit |  |  |  |  |  |  | 0     |      |

| 1981 | Scuderia                        | Vettura         |   |  |  |  |     |  |  |  |  |  |  |   |  |  |  |  | Punti | Pos. |
| ---- | ------------------------------- | --------------- | - |  |  |  | --- |  |  |  |  |  |  | - |  |  |  |  | ----- | ---- |
| 1981 | Renault-Elf e Renault Sport Elf | Renault 5 Turbo | 1 |  |  |  | Rit |  |  |  |  |  |  | 5 |  |  |  |  | 28    | 11º  |

| 1982 | Scuderia                        | Vettura         |  |  |  |  |   |  |  |  |  |  |     |  |  |  |  |  | Punti | Pos. |
| ---- | ------------------------------- | --------------- |  |  |  |  | - |  |  |  |  |  | --- |  |  |  |  |  | ----- | ---- |
| 1982 | Renault-Elf e Renault Sport Elf | Renault 5 Turbo |  |  |  |  | 1 |  |  |  |  |  | Rit |  |  |  |  |  | 20    | 10º  |

| 1983 | Scuderia    | Vettura                       |   |  |  |  |     |     |  |  |  |  |  |  |  |  |  |  | Punti | Pos. |
| ---- | ----------- | ----------------------------- | - |  |  |  | --- | --- |  |  |  |  |  |  |  |  |  |  | ----- | ---- |
| 1983 | Renault-Elf | Renault 5 Turbo Tour de Corse | 7 |  |  |  | Rit | Rit |  |  |  |  |  |  |  |  |  |  | 4     | 35º  |

| 1984 | Scuderia                       | Vettura                       |  |  |   |  |   |  |  |  |  |  |  |  |  |  |  |  | Punti | Pos. |
| ---- | ------------------------------ | ----------------------------- |  |  | - |  | - |  |  |  |  |  |  |  |  |  |  |  | ----- | ---- |
| 1984 | Renault Portugal e Renault-Elf | Renault 5 Turbo Tour de Corse |  |  | 5 |  | 3 |  |  |  |  |  |  |  |  |  |  |  | 20    | 13º  |

| 1985 | Scuderia            | Vettura              |  |  |  |  |   |  |  |  |  |  |  |  |  |  |  |  | Punti | Pos. |
| ---- | ------------------- | -------------------- |  |  |  |  | - |  |  |  |  |  |  |  |  |  |  |  | ----- | ---- |
| 1985 | Renault Elf Philips | Renault Maxi 5 Turbo |  |  |  |  | 1 |  |  |  |  |  |  |  |  |  |  |  | 20    | 13º  |

| 1986 | Scuderia            | Vettura          |  |  |  |  |   |  |  |  |  |  |  |  |  |  |  |  | Punti | Pos. |
| ---- | ------------------- | ---------------- |  |  |  |  | - |  |  |  |  |  |  |  |  |  |  |  | ----- | ---- |
| 1986 | Renault Elf Philips | Renault 11 Turbo |  |  |  |  | 4 |  |  |  |  |  |  |  |  |  |  |  | 10    | 22º  |

| 1987 | Scuderia                                | Vettura          |   |  |   |  |   |   |  |  |  |  |  |   |  |  |  |  | Punti | Pos. |
| ---- | --------------------------------------- | ---------------- | - |  | - |  | - | - |  |  |  |  |  | - |  |  |  |  | ----- | ---- |
| 1987 | Philips Renault Elf e Renault Sport Elf | Renault 11 Turbo | 6 |  | 2 |  | 4 | 5 |  |  |  |  |  | 3 |  |  |  |  | 51    | 5º   |

| 1990 | Scuderia     | Vettura            |  |  |  |     |  |  |  |  |  |  |  |  |  |  |  |  | Punti | Pos. |
| ---- | ------------ | ------------------ |  |  |  | --- |  |  |  |  |  |  |  |  |  |  |  |  | ----- | ---- |
| 1990 | Société Diac | Renault 5 GT Turbo |  |  |  | Rit |  |  |  |  |  |  |  |  |  |  |  |  | 0     |      |

| 1991 | Scuderia  | Vettura          |  |  |  |  |     |  |  |  |  |  |  |  |  |  |  |  | Punti | Pos. |
| ---- | --------- | ---------------- |  |  |  |  | --- |  |  |  |  |  |  |  |  |  |  |  | ----- | ---- |
| 1991 | Team Diac | Renault Clio 16S |  |  |  |  | Rit |  |  |  |  |  |  |  |  |  |  |  | 0     |      |

| 1992 | Scuderia     | Vettura          |  |  |  |  |   |  |  |  |  |  |  |  |  |  |  |  | Punti | Pos. |
| ---- | ------------ | ---------------- |  |  |  |  | - |  |  |  |  |  |  |  |  |  |  |  | ----- | ---- |
| 1992 | Société Diac | Renault Clio 16S |  |  |  |  | 9 |  |  |  |  |  |  |  |  |  |  |  | 2     | 58º  |

| 1993 | Scuderia     | Vettura               |  |  |  |  |   |  |  |  |  |  |  |  |  |  |  |  | Punti | Pos. |
| ---- | ------------ | --------------------- |  |  |  |  | - |  |  |  |  |  |  |  |  |  |  |  | ----- | ---- |
| 1993 | Société Diac | Renault Clio Williams |  |  |  |  | 8 |  |  |  |  |  |  |  |  |  |  |  | 3     | 45º  |

| 1994 | Scuderia     | Vettura               |    |  |  |   |  |  |  |  |  |  |  |  |  |  |  |  | Punti | Pos. |
| ---- | ------------ | --------------------- | -- |  |  | - |  |  |  |  |  |  |  |  |  |  |  |  | ----- | ---- |
| 1994 | Société Diac | Renault Clio Williams | 13 |  |  | 8 |  |  |  |  |  |  |  |  |  |  |  |  | 3     | 36º  |

| 1995 | Scuderia     | Vettura           |   |  |  |    |  |  |  |  |  |  |  |  |  |  |  |  | Punti | Pos. |
| ---- | ------------ | ----------------- | - |  |  | -- |  |  |  |  |  |  |  |  |  |  |  |  | ----- | ---- |
| 1995 | Société Diac | Renault Clio Maxi | 7 |  |  | 11 |  |  |  |  |  |  |  |  |  |  |  |  | 4     | 14º  |

| Legenda | 1º posto | 2º posto | 3º posto | A punti | Senza punti | Ritirato | Squalificato | NP=Non partito C=Gara cancellata | Apice=Power stage |

### Gruppo N
| 1990 | Scuderia     | Vettura            |  |  |  |     |  |  |  |  |  |  |  |  |  |  |  |  | Punti | Pos. |
| ---- | ------------ | ------------------ |  |  |  | --- |  |  |  |  |  |  |  |  |  |  |  |  | ----- | ---- |
| 1990 | Société Diac | Renault 5 GT Turbo |  |  |  | Rit |  |  |  |  |  |  |  |  |  |  |  |  | 0     |      |

| Legenda | 1º posto | 2º posto | 3º posto | A punti | Senza punti | Ritirato | Squalificato | NP=Non partito C=Gara cancellata | Apice=Power stage |

## Navigatori
- 1970 - Pierre Thimonier
- 1971 - Pierre Thimonier
- 1972 - Pierre Thimonier, Jean-Pierre Rouget, Jacques Jaubert
- 1973 - Jacques Jaubert
- 1975 - Pierre Thimonier
- 1976 - Jacques Jaubert, Jean-Marc Andrié
- 1977 - Jean-Marc Andrié
- 1978 - Jean-Marc Andrié
- 1979 - Jean-Marc Andrié
- 1980 - Jean-Marc Andrié
- 1981 - Jean-Marc Andrié, Martin Holmes
- 1982 - Jean-Marc Andrié
- 1983 - Jean-Marc Andrié
- 1984 - Pierre Thimonier
- 1985 - Pierre Thimonier
- 1986 - Pierre Thimonier
- 1987 - Pierre Thimonier
- 1990 - Gilles Thimonier
- 1991 - Gilles Thimonier
- 1992 - Gilles Thimonier
- 1993 - Gilles Thimonier
- 1994 - Gilles Thimonier
- 1995 - Gilles Thimonier
- 1996 - Gilles Thimonier